# Нооген (педагогическая технология)
Нооге́н — это педагогическая (образовательная) технология, по форме основанная на разработанных Г. П. Щедровицким организационно-деятельностных играх (ОДИ), а в качестве содержания использующая решение задач на онтологическое моделирование (создание возможных миров, например: «Построить механику в мире с двумя перпендикулярными временами», «Построить мир, в котором есть язык, а в языке нет названий», «Построить позиционную систему счисления с ненатуральным основанием» и т. п.).
Педагогическая группа «Нооген» возникла в 1988 году в рамках Красноярской летней школы, а впоследствии как несколько самостоятельных авторских школ в городах Красноярск и Новосибирск. Название происходит от названия космического корабля в романе И. А. Ефремова «Час Быка» и переводится с греческого языка как «Рождающий разум». Нооген является технологией дополнительного образования и применяется для выездных интенсивных школ.

## История и идеология подхода
«…В 1988—1989 гг. в Краевой летней школе произошло объединение научных сотрудников СО АН СССР, преподавателей и студентов Красноярского университета вокруг идеи создания новой, неклассической педагогической практики. Основным принципом этой практики полагалось развитие и учителя и ученика в совместном решении задач, которые не только не решены современной наукой, но еще и не сформулированы как задачи. Такие специально создаваемые (в режиме инсайта) и особым образом сформулированные задачи стали называться „ноогеновскими“…» (1999 г.)

## Основные характеристики НГ-задач
Сущность педагогической технологии «НооГен» изложена в книгах «Возможные миры или практика творческого мышления» и «Рождение разума: знаки пути». Основные характеристики НГ-задач:
1. Задачи выводят взрослого на границу его мышления.
2. Совместность.
3. Задача исследует понятие на его границе.
4. Задача требует полагания (построения Мира).
5. Задача имеет множество решений (множество Миров).

Примеры классических ноогеновских задач
- Построить мир плоских существ, живущих на плоскости (не имеющих толщины), у которых невозможны наслоения, а в остальном все как у нас.
- Построить геометрию фигур с постоянной площадью и меняющейся формой.
- Построить мир чудес (в котором чудеса закономерны).
- Построить мир, где нет чисел, но есть высокоразвитая цивилизация.
- Построить мир без педагогики.
- Построить мир с дробной плавно меняющейся размерностью пространства и показать, (или опровергнуть), что размерность p является оптимальной для жизни.
- Построить школу разучивания.
- Построить мир, в котором возник язык без существительных, создать произведения литературы этого мира.
- Построить кинематику в мире без размерности.
- Построить математику точек зрения.
- Зарисовать (сделать пиктограмму) анекдот так, чтобы его смогли понять и посмеяться даже инопланетяне. Какими должны быть инопланетяне, чтобы понять пиктограмму?